# Anthurium vaupesianum
Anthurium vaupesianum är en kallaväxtart som beskrevs av Thomas Bernard Croat. Anthurium vaupesianum ingår i släktet Anthurium och familjen kallaväxter. Inga underarter finns listade.